# Nicklas Bärkroth
Nicklas Robert Bärkroth (ur. 19 stycznia 1992 w Göteborgu) – szwedzki piłkarz występujący na pozycji pomocnika lub napastnika w klubie Djurgårdens IF oraz w reprezentacji Szwecji.

## Kariera klubowa
Jest wychowankiem klubu Balltorps FF, w którym trenował od szóstego roku życia. Mając 15 lat trafił do drużyny IFK Göteborg – jednego z najbardziej utytułowanych zespołów w kraju. W rozgrywkach Allsvenskan zadebiutował 2 września 2007 w zremisowanym 0:0 meczu z IF Brommapojkarna. W chwili debiutu miał 15 lat, 7 miesięcy i 14 dni, dzięki czemu stał się najmłodszym debiutantem w historii szwedzkiej ekstraklasy. Poprzedni rekord należał do Petera Dahlqvista, który podczas swojego pierwszego meczu w Allsvenskan w 1971 miał 15 lat, 9 miesięcy i 5 dni. W sezonie 2007 IFK zdobyło mistrzostwo Szwecji.
23 lipca 2008 zadebiutował w rozgrywkach Ligi Mistrzów zmieniając Adama Johanssona w 46. minucie rewanżowego meczu pierwszej rundy kwalifikacyjnej przeciwko SS Murata. IFK pokonało drużynę z San Marino 4:0, a Bärkroth strzelił 2 bramki. Podczas 2 pierwszych sezonów w klubie z Göteborga rozegrał 3 ligowe mecze. W sezonie 2009 wystąpił już w 22 pojedynkach Allsvenskan, 17 jako rezerwowy i 5 w podstawowym składzie. Strzelił w nich 2 gole, oba w zwycięskim 4:0 spotkaniu przeciwko IF Brommapojkarna.
W 2011 roku został wypożyczony do IF Brommapojkarna, a w 2012 do União Leiria. W 2013 roku ponownie został zawodnikiem IF Brommapojkarna. W 2015 przeszedł do IFK Norrköping, z którym został mistrzem kraju.
19 czerwca 2017 roku został zawodnikiem Lecha Poznań. 18 lipca 2018 roku wrócił do Szwecji i na zasadach transferu definitywnego przeszedł do Djurgårdens IF.

## Kariera reprezentacyjna
Na początku swojej przygody z IFK Göteborg Bärkroth rozegrał 2 mecze i strzelił 2 gole dla reprezentacji Szwecji do lat 15. Grał także w reprezentacji U-17, U-19 i U-21. 15 stycznia 2015 zadebiutował w seniorskiej reprezentacji w wygranym 2:0 towarzyskim meczu z Wybrzeżem Kości Słoniowej.

## Życie prywatne
Jego ojciec - Robert Bengtsson-Bärkroth był zawodowym piłkarzem i rozegrał 239 meczów w Allsvenskan w barwach Västry Frölunda i Örgryte IS.

## Sukcesy
IFK Göteborg
- mistrzostwo Szwecji: 2007
- Puchar Szwecji: 2008, 2012/13

IFK Norrköping
- mistrzostwo Szwecji: 2015
- Superpuchar Szwecji: 2015